# Пиндари (ледник)
Пиндари (хинди पिण्डारी हिमानी, англ. Pindari Glacier) — ледник  в Гималаях, в индийском штате Уттаракханд. Здесь берёт своё начало река Пиндари. Длина — 6,4 километра. Площадь — 147,75 км².
Расположен между горами Нандакот (6861 м) и Нанда-Деви (7817 м). 
Длина маршрута, пролегающего к леднику Пиндари, равна 90 километров. Путешествие занимает минимум пять дней. Ледник Пиндари служит местом притяжения любителей экстремальных видов спорта, таких как ледолазание и катание на горных велосипедах.
В 1847 году ледник посетил Ричард Стрейчи, который зафиксировал отступление ледника со скоростью 9,5 дюймов (0,24 метра) в день. В 1906 году ледник был исследован геологами Коттером и Брауном.
В период наблюдений 1845—1966 годов ледник отступил на 2840 метров. Скорость отступления составила 23,47 метра в год. За временной промежуток 1976—2014 годов ледник отступил уже на 1569 метров. Средняя скорость отступления — 51,23 метра в год.